# Newtown Association Football Club
El Newtown Association Football Club (en galés: Clwb Pêl-droed Y Drenewydd) es un club de fútbol de Gales, con sede en Newtown. Fue fundado en 1875 y compite en la Cymru South, la segunda categoría del fútbol galés.

## Historia
El equipo se fundó en 1875 como Newtown White Stars, y fue uno de los miembros fundadores de la Asociación de Fútbol de Gales. También participó en la primera Copa de Gales, celebrada en 1877, y está considerado como uno de los pioneros del fútbol en el País de Gales.
En 1879 Newtown ganó su primera Copa de Gales, y volvió a vencer en la edición de 1895. En los siguientes años, el club participó en torneos regionales y se mantuvo como una de las instituciones semiprofesionales más importantes de la zona central de Gales. Después de conseguir cinco títulos locales en los años 1980, el club fue aceptado como miembro de la semiprofesional Northern Premier League inglesa.
La Asociación de Fútbol de Gales creó en 1992 la Premier League de Gales, e invitó a todos los equipos a participar. A pesar de que Newtown fue uno de los ocho equipos -Irate Eight- que prefirieron mantenerse en el sistema de fútbol inglés, el club terminó aceptando y fue uno de los pioneros en la temporada 1992/93. El club terminó como subcampeón en los años 1995/96 y 1997/98.
En la temporada 2009/10, Newtown estuvo a punto de descender a la segunda división galesa después de haber terminado en las últimas posiciones, pero el descenso administrativo del Rhyl FC le permitió obtener una plaza en la máxima competición.

## Palmarés

### Torneos nacionales
- Copa de Gales (2): 1878-79, 1894-95
- Copa Amateur de Gales (1): 1954-55

## Participación en competiciones de la UEFA
| Temporada | Torneo                   | Ronda             | Club           | Casa | Visita | Global      |
| --------- | ------------------------ | ----------------- | -------------- | ---- | ------ | ----------- |
| 1996–97   | UEFA Cup                 | Preliminar        | Skonto         | 1–4  | 0–3    | 1–7         |
| 1998–99   | UEFA Cup                 | 1ª Clasificatoria | Wisla Krakow   | 0–0  | 0–7    | 0–7         |
| 2015–16   | UEFA Europa League       | 1ª Clasificatoria | Valletta       | 2–1  | 2–1    | 4–2         |
| 2015–16   | UEFA Europa League       | 2ª Clasificatoria | Copenhagen     | 1–3  | 0–2    | 1–5         |
| 2021–22   | Europa Conference League | 1ª Clasificatoria | Dundalk        | 0–1  | 0–4    | 0–5         |
| 2022–23   | Europa Conference League | 1ª Clasificatoria | HB             | 2-1  | 0-1    | 2-2 (4-2 p) |
| 2022–23   | Europa Conference League | 2ª Clasificatoria | Spartak Trnava | 1–2  | 1-4    | 2-6         |